# Conus clavatus
Conus clavatus é uma espécie de gastrópode do gênero Conus, pertencente a família Conidae.